# دوی قلعه سی (قلعه دیو)
دوی قلعه سی (قلعه دیو) مربوط به قبل از دوره هخامنشی است و در شهرستان مشگین‌شهر، روستای کویچ واقع شده و این اثر در تاریخ ۲۵ اسفند ۱۳۴۵ با شمارهٔ ثبت ۶۳۰ به‌عنوان یکی از آثار ملی ایران به ثبت رسیده است.